# Pierre Charles Silvestre de Villeneuve
Pierre Charles Jean Baptiste Silvestre de Villeneuve (ur. 31 grudnia 1763 w Valensole, zm. 22 kwietnia 1806 w Rennes) – francuski wiceadmirał, dowódca francusko-hiszpańskiej floty w bitwie pod Trafalgarem.
W wieku 15 lat wstąpił do królewskiej marynarki. W 1790 poparł rewolucjonistów - wówczas ze swojego nazwiska usunął przedimek de świadczący o szlacheckim pochodzeniu, unikając w ten sposób zwolnienia z wojska. W 1793 został mianowany kapitanem pocztowym, a w 1796 otrzymał awans do stopnia kontradmirała. W 1798 podczas przegranej bitwy morskiej pod Abukirem dowodził tylną strażą okrętów francuskich. Jego okręt flagowy, Guillaume Tell, wraz z Généreux, były jedynymi okrętami wojennymi, które uniknęły ogólnego zniszczenia floty francuskiej podczas bitwy o Nil 1 sierpnia 1798.
W 1804 cesarz Napoleon Bonaparte mianował go wiceadmirałem i powierzył mu stanowisko dowódcy floty stacjonującej w Tulonie. Okręty Villeneuve’a miały zwrócić na siebie uwagę angielskiej floty admirała Horatio Nelsona, a następnie szybko wrócić do Europy by dołączyć do reszty statków francusko-hiszpańskich, mając wspólnie otworzyć dla armii francuskiej możliwość inwazji na Wielką Brytanię. Pomimo braku wiary w plan, Villeneuve zgodził się objąć dowodzenie nad flotą. W marcu 1805 wyruszył i z powodzeniem zaangażował Nelsona w pościg do Karaibów. Z końcem wiosny Francuzi wrócili do Europy. Wbrew rozkazowi, by od razu po powrocie flota wpłynęła na kanał la Manche, Villeneuve skierował ją na naprawy do portu w Kadyksie, co ostatecznie pogrzebało plany Napoleona o inwazji na Anglię. Ten akt bojaźni prawdopodobnie nie został mu wybaczony aż do jego śmierci. Będąc w Kadyksie, otrzymał on rozkaz przygotowania floty do inwazji na Królestwo Neapolu. W trakcie przygotowań otrzymał jednak informacje, jakoby w drodze był już wiceadmirał François Étienne de Rosily-Mesros, mający go zastąpić. W impulsywnym akcie desperacji i próby uratowania swojej reputacji, Villeneuve wytoczył bitwę flocie Horatio Nelsona, który zdążył w tym czasie wrócić z Atlantyku. Mimo odwagi admirała, gorsze przygotowanie floty francusko-hiszpańskiej i jej niezdolność do szybkich manewrów spowodowały porażkę i trafienie przez niego do niewoli brytyjskiej.
Po kilkumiesięcznym pobycie w Anglii Villeneuve powrócił do Francji. 22 kwietnia 1806 został znaleziony martwy w pensjonacie w Rennes z sześcioma ranami kłutymi w klatce piersiowej. Sekcja zwłok wykazała samobójstwo, jednak przez niecodzienny sposób śmierci opinia publiczna w Wielkiej Brytanii podejrzewała, że Francuz zginął z rąk zabójcy wysłanego przez Napoleona.